# Фран Пилепић
Фран Пилепић (Ријека, 5. мај 1989) хрватски је кошаркаш. Игра на позицији бека.

## Каријера
Дана 28. децембра 2018. године потписао је за Цибону.

## Успеси

### Клупски
- Широки:
  - Првенство Босне и Херцеговине (2): 2010/11, 2011/12.
  - Куп Босне и Херцеговине (2): 2011, 2012.
- Цедевита:
  - Првенство Хрватске (2): 2014/15, 2015/16.
  - Куп Хрватске (2): 2015, 2016.
- Цибона:
  - Првенство Хрватске (1): 2018/19.